# Bahnstrecke Friedrichsdorf–Albshausen
| VT 2E zwischen Wehrheim und Neu-Anspach |                                                                        |                                                  |                                                  |
| Streckennummer (DB): | 9374, ehemals 3746                                                     |                                                  |                                                  |
| Kursbuchstrecke (DB): | 637                                                                    |                                                  |                                                  |
| Kursbuchstrecke: | 172c (1934) 196c (Friedrichsd.–Gräv. 1946) 196d (Grävenw.–Albsh. 1946) |                                                  |                                                  |
| Streckenlänge: | 53,29 km                                                               |                                                  |                                                  |
| Spurweite: | 1435 mm (Normalspur)                                                   |                                                  |                                                  |
| Streckenklasse: | C4                                                                     |                                                  |                                                  |
| Maximale Neigung: | 21,7 ‰                                                                 |                                                  |                                                  |
| Minimaler Radius: | 200 m                                                                  |                                                  |                                                  |
| Streckengeschwindigkeit: | 80 km/h                                                                |                                                  |                                                  |
| |                                                                        |                                                  |                                                  |
| \| \| \| von Frankfurt (Main) Hbf \| \| \| \| 0,00 \| Friedrichsdorf (Taunus) \| 192,5 m \| \| \| \| nach Friedberg \| \| \| \| \| Infrastrukturgrenze DB InfraGO / VHT \| \| \| \| 0,60 \| Anst Rühl Chemie \| Anst Rühl Chemie \| \| \| 1,30 \| Anst Tettauer Glashüttenwerke (bis 2002) \| Anst Tettauer Glashüttenwerke (bis 2002) \| \| \| 2,10 \| Köppern \| 220,6 m \| \| \| 4,80 \| Erlenbach und L 3041 \| Erlenbach und L 3041 \| \| \| 6,80 \| Anst Taunus-Quarzit-Werk (bis 1996) \| Anst Taunus-Quarzit-Werk (bis 1996) \| \| \| 6,97 \| Saalburg (Taunus) \| 293,5 m \| \| \| 9,23 \| Wehrheim \| 312,5 m \| \| \| 11,40 \| Anst Ziegelei \| Anst Ziegelei \| \| \| 13,00 \| Anspacher Viadukt (70 m), Usa \| Anspacher Viadukt (70 m), Usa \| \| \| \| \| \| \| \| 13,40 \| Neu-Anspach (vorm. Anspach [Taunus]) \| 326,4 m \| \| \| \| \| \| \| \| 14,38 \| Hausen (Taunus) \| 313,0 m \| \| \| \| \| \| \| \| \| Industriebahn des Geyseritwerks (Schmalspurbahn) \| \| \| \| \| \| \| \| \| 17,69 \| Usingen \| 299,5 m \| \| \| 18,00 \| Anst Raiffeisen Waren-Zentrale Rhein-Main \| Anst Raiffeisen Waren-Zentrale Rhein-Main \| \| \| 22,40 \| Wasserscheide Main/Lahn \| Wasserscheide Main/Lahn \| \| \| 22,50 \| ehem. Militärflugplatz (Schmalspurbahn) \| ehem. Militärflugplatz (Schmalspurbahn) \| \| \| 22,87 \| Wilhelmsdorf (Taunus) \| 399,45 m \| \| \| 23,00 \| Anst BGS-Munitionsdepot \| Anst BGS-Munitionsdepot \| \| \| 24,60 \| Scheitelpunkt \| Scheitelpunkt \| \| \| 26,41 \| Hundstadt \| 367,2 m \| \| \| \| von Weilburg \| \| \| \| 28,84 \| Grävenwiesbach \| 326,5 m \| \| \| \| Bundesstraße 456 \| \| \| \| 31,19 \| Jägerhaus (Taunus) (bis 1985) \| 332,7 m \| \| \| 31,40 \| Hasselborner Tunnel (1310 m) \| Hasselborner Tunnel (1310 m) \| \| \| 33,30 \| Hasselborn (seit 1999) \| Hasselborn (seit 1999) \| \| \| 33,44 \| Hasselborn (bis 1985) \| 307,8 m \| \| \| 36,88 \| Brandoberndorf (Hp, 1999 – 2023) \| Brandoberndorf (Hp, 1999 – 2023) \| \| \| \| \| \| \| \| 36,90 \| Brandoberndorf (Bf, 1999 – 2023 Awanst) \| 246,9 m \| \| \| \| \| \| \| \| \| Solmsbach \| \| \| \| 40,41 \| Kraftsolms \| 210,6 m \| \| \| \| Solmsbach \| \| \| \| 43,39 \| Neukirchen \| 194,13 m \| \| \| 46,09 \| Bonbaden \| 177,45 m \| \| \| \| Solmsbach \| \| \| \| \| Solmsbach \| \| \| \| 48,66 \| Braunfels-Oberndorf \| 163,35 m \| \| \| 50,58 \| Burgsolms-Oberndorf \| 154,93 m \| \| \| \| Solmsbach \| \| \| \| \| Burgsolmser Tunnel (100 m) \| \| \| \| \| von Koblenz \| \| \| \| 53,29 \| Albshausen \| 152,69 m \| \| \| \| nach Wetzlar \| \| \| \| \| \| \| \| Quellen: [2] \| \| \| \| |                                                                        |                                                  |                                                  |
| |                                                                        | von Frankfurt (Main) Hbf                         |                                                  |
| Bahnhof | 0,00                                                                   | Friedrichsdorf (Taunus)                          | 192,5 m                                          |
| Abzweig geradeaus und nach rechts |                                                                        | nach Friedberg                                   | nach Friedberg                                   |
| Wechsel des Eisenbahninfrastrukturunternehmens |                                                                        | Infrastrukturgrenze DB InfraGO / VHT             | Infrastrukturgrenze DB InfraGO / VHT             |
| Abzweig geradeaus und ehemals nach links | 0,60                                                                   | Anst Rühl Chemie                                 | Anst Rühl Chemie                                 |
| Abzweig geradeaus und ehemals von links | 1,30                                                                   | Anst Tettauer Glashüttenwerke (bis 2002)         | Anst Tettauer Glashüttenwerke (bis 2002)         |
| Bahnhof | 2,10                                                                   | Köppern                                          | 220,6 m                                          |
| Brücke über Wasserlauf | 4,80                                                                   | Erlenbach und L 3041                             | Erlenbach und L 3041                             |
| Abzweig geradeaus und ehemals von rechts | 6,80                                                                   | Anst Taunus-Quarzit-Werk (bis 1996)              | Anst Taunus-Quarzit-Werk (bis 1996)              |
| Bahnhof | 6,97                                                                   | Saalburg (Taunus)                                | 293,5 m                                          |
| Bahnhof | 9,23                                                                   | Wehrheim                                         | 312,5 m                                          |
| Abzweig geradeaus und ehemals nach links | 11,40                                                                  | Anst Ziegelei                                    | Anst Ziegelei                                    |
| Brücke über Wasserlauf | 13,00                                                                  | Anspacher Viadukt (70 m), Usa                    | Anspacher Viadukt (70 m), Usa                    |
| |                                                                        |                                                  |                                                  |
| Bahnhof | 13,40                                                                  | Neu-Anspach (vorm. Anspach [Taunus])             | 326,4 m                                          |
| |                                                                        |                                                  |                                                  |
| Haltepunkt / Haltestelle | 14,38                                                                  | Hausen (Taunus)                                  | 313,0 m                                          |
| |                                                                        |                                                  |                                                  |
| Abzweig geradeaus und ehemals von rechts |                                                                        | Industriebahn des Geyseritwerks (Schmalspurbahn) | Industriebahn des Geyseritwerks (Schmalspurbahn) |
| |                                                                        |                                                  |                                                  |
| Bahnhof | 17,69                                                                  | Usingen                                          | 299,5 m                                          |
| Abzweig geradeaus und ehemals nach links | 18,00                                                                  | Anst Raiffeisen Waren-Zentrale Rhein-Main        | Anst Raiffeisen Waren-Zentrale Rhein-Main        |
| Kulminations-/Scheitelpunkt | 22,40                                                                  | Wasserscheide Main/Lahn                          | Wasserscheide Main/Lahn                          |
| Abzweig geradeaus und ehemals von links | 22,50                                                                  | ehem. Militärflugplatz (Schmalspurbahn)          | ehem. Militärflugplatz (Schmalspurbahn)          |
| Bahnhof | 22,87                                                                  | Wilhelmsdorf (Taunus)                            | 399,45 m                                         |
| Abzweig geradeaus und ehemals nach rechts | 23,00                                                                  | Anst BGS-Munitionsdepot                          | Anst BGS-Munitionsdepot                          |
| Kulminations-/Scheitelpunkt | 24,60                                                                  | Scheitelpunkt                                    | Scheitelpunkt                                    |
| Haltepunkt / Haltestelle | 26,41                                                                  | Hundstadt                                        | 367,2 m                                          |
| Abzweig geradeaus und ehemals von links |                                                                        | von Weilburg                                     | von Weilburg                                     |
| Bahnhof | 28,84                                                                  | Grävenwiesbach                                   | 326,5 m                                          |
| Brücke |                                                                        | Bundesstraße 456                                 | Bundesstraße 456                                 |
| ehemaliger Haltepunkt / Haltestelle | 31,19                                                                  | Jägerhaus (Taunus) (bis 1985)                    | 332,7 m                                          |
| Tunnel | 31,40                                                                  | Hasselborner Tunnel (1310 m)                     | Hasselborner Tunnel (1310 m)                     |
| Haltepunkt / Haltestelle | 33,30                                                                  | Hasselborn (seit 1999)                           | Hasselborn (seit 1999)                           |
| ehemaliger Haltepunkt / Haltestelle | 33,44                                                                  | Hasselborn (bis 1985)                            | 307,8 m                                          |
| ehemaliger Haltepunkt / Haltestelle | 36,88                                                                  | Brandoberndorf (Hp, 1999 – 2023)                 | Brandoberndorf (Hp, 1999 – 2023)                 |
| |                                                                        |                                                  |                                                  |
| Kopfbahnhof Strecke ab hier außer Betrieb | 36,90                                                                  | Brandoberndorf (Bf, 1999 – 2023 Awanst)          | 246,9 m                                          |
| |                                                                        |                                                  |                                                  |
| Brücke über Wasserlauf (Strecke außer Betrieb) |                                                                        | Solmsbach                                        | Solmsbach                                        |
| Bahnhof (Strecke außer Betrieb) | 40,41                                                                  | Kraftsolms                                       | 210,6 m                                          |
| Brücke über Wasserlauf (Strecke außer Betrieb) |                                                                        | Solmsbach                                        | Solmsbach                                        |
| Haltepunkt / Haltestelle (Strecke außer Betrieb) | 43,39                                                                  | Neukirchen                                       | 194,13 m                                         |
| Haltepunkt / Haltestelle (Strecke außer Betrieb) | 46,09                                                                  | Bonbaden                                         | 177,45 m                                         |
| Brücke über Wasserlauf (Strecke außer Betrieb) |                                                                        | Solmsbach                                        | Solmsbach                                        |
| Brücke über Wasserlauf (Strecke außer Betrieb) |                                                                        | Solmsbach                                        | Solmsbach                                        |
| Bahnhof (Strecke außer Betrieb) | 48,66                                                                  | Braunfels-Oberndorf                              | 163,35 m                                         |
| Haltepunkt / Haltestelle (Strecke außer Betrieb) | 50,58                                                                  | Burgsolms-Oberndorf                              | 154,93 m                                         |
| Brücke über Wasserlauf (Strecke außer Betrieb) |                                                                        | Solmsbach                                        | Solmsbach                                        |
| Tunnel (Strecke außer Betrieb) |                                                                        | Burgsolmser Tunnel (100 m)                       | Burgsolmser Tunnel (100 m)                       |
| Abzweig ehemals geradeaus und von links |                                                                        | von Koblenz                                      | von Koblenz                                      |
| Bahnhof | 53,29                                                                  | Albshausen                                       | 152,69 m                                         |
| |                                                                        | nach Wetzlar                                     |                                                  |
| |                                                                        |                                                  |                                                  |
| Quellen: |                                                                        |                                                  |                                                  |

Die Bahnstrecke Friedrichsdorf–Albshausen ist eine Nebenbahn in Hessen. Sie führte ursprünglich von Friedrichsdorf (Taunus) über Usingen und Grävenwiesbach nach Albshausen, ist heute aber ab Brandoberndorf stillgelegt. Abschnittsweise wird sie historisch auch als Usinger Bahn, Solmsbachtalbahn, Solmstalbahn oder Solmsbachbahn bezeichnet, während der modernisierte Abschnitt – synonym mit der Verkehrslinie RB 15 – als Taunusbahn vermarktet wurde. Zuständiges Eisenbahninfrastrukturunternehmen ist der Verkehrsverband Hochtaunus (VHT), in seinem Auftrag wird die Infrastruktur durch die HLB Basis AG verwaltet. Bedient wird die Strecke von Zügen, die Bad Homburg und in den Hauptverkehrszeiten Frankfurt am Main erreichen.

## Geschichte

### Errichtung und Inbetriebnahme

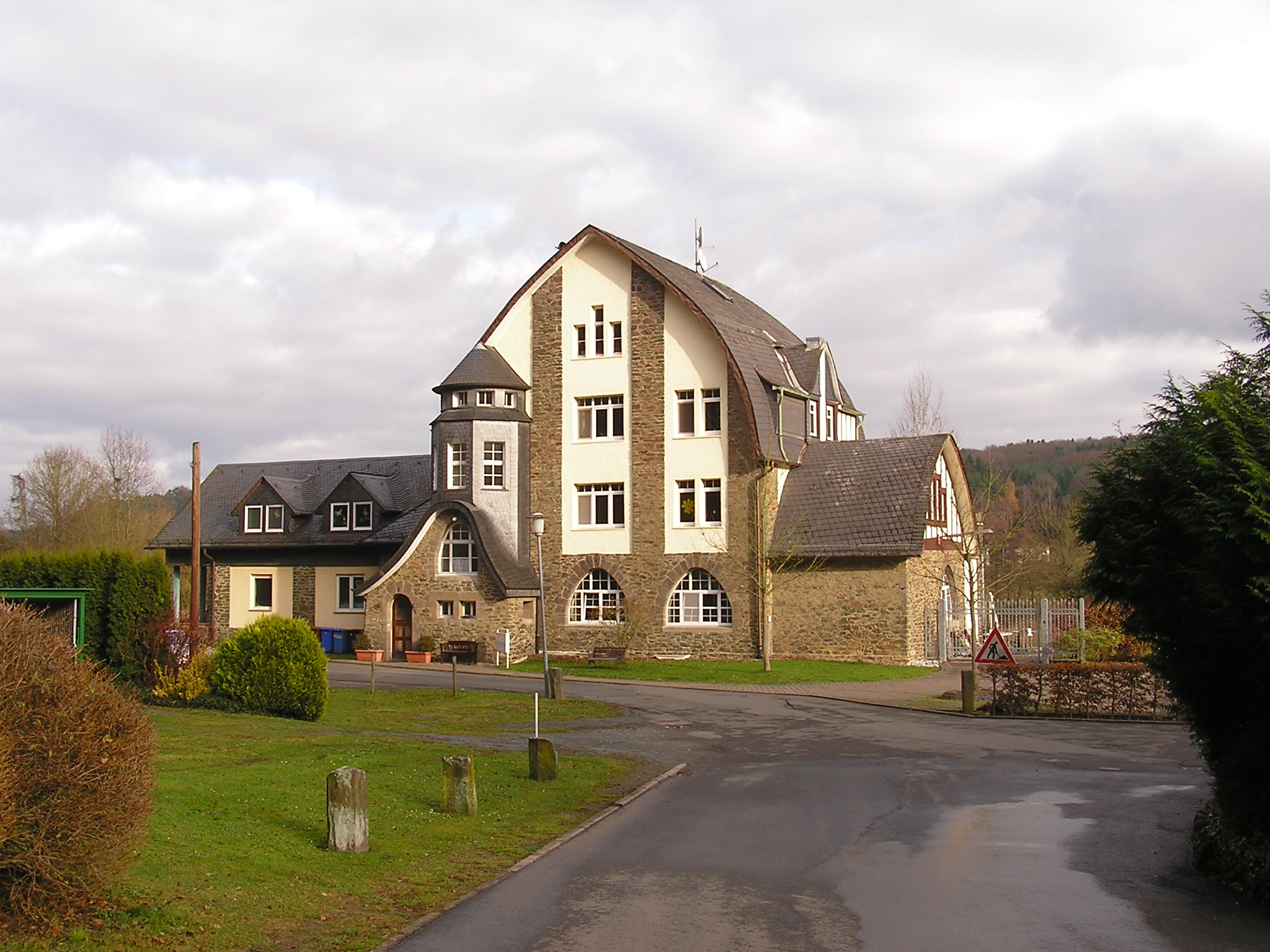
Ehemaliger Bahnhof Braunfels-Oberndorf

Am 15. Oktober 1895 eröffneten die Großherzoglich Hessischen Staatseisenbahnen die sogenannte Usinger Bahn beziehungsweise Homburg–Usinger Bahn als Fortsetzung der bereits seit 1860 betriebenen Homburger Bahn vom Bahnhof Homburg vor der Höhe (Neu). Erst 1905–07 wurde der heutige Bad Homburger Bahnhof erbaut und somit eine durchgängige Befahrbarkeit zwischen Usingen und Frankfurt hergestellt. Am 1. Juni 1909 nahmen dann die mittlerweile zuständigen Preußischen Staatseisenbahnen die Verlängerung bis Grävenwiesbach in Betrieb, bevor am 1. November 1912 die Vollendung der Strecke bis Albshausen erfolgte.

### Zweiter Weltkrieg und Nachkriegszeit
Der Streckenabschnitt Grävenwiesbach–Hasselborn wurde 1942 zugunsten bahnfremder Nutzungen des dortigen Hasselborner Tunnels unterbrochen.
Am Abend des 4. Oktober 1944 wurde der Zug Nummer 2021 von Frankfurt nach Usingen kurz vor der Einfahrt in Köppern von Tieffliegern angegriffen, 31 Menschen starben.
1947 wurde der Betrieb zwischen Grävenwiesbach und Hasselborn wieder aufgenommen.

### Stilllegung im Lahn-Dill-Kreis

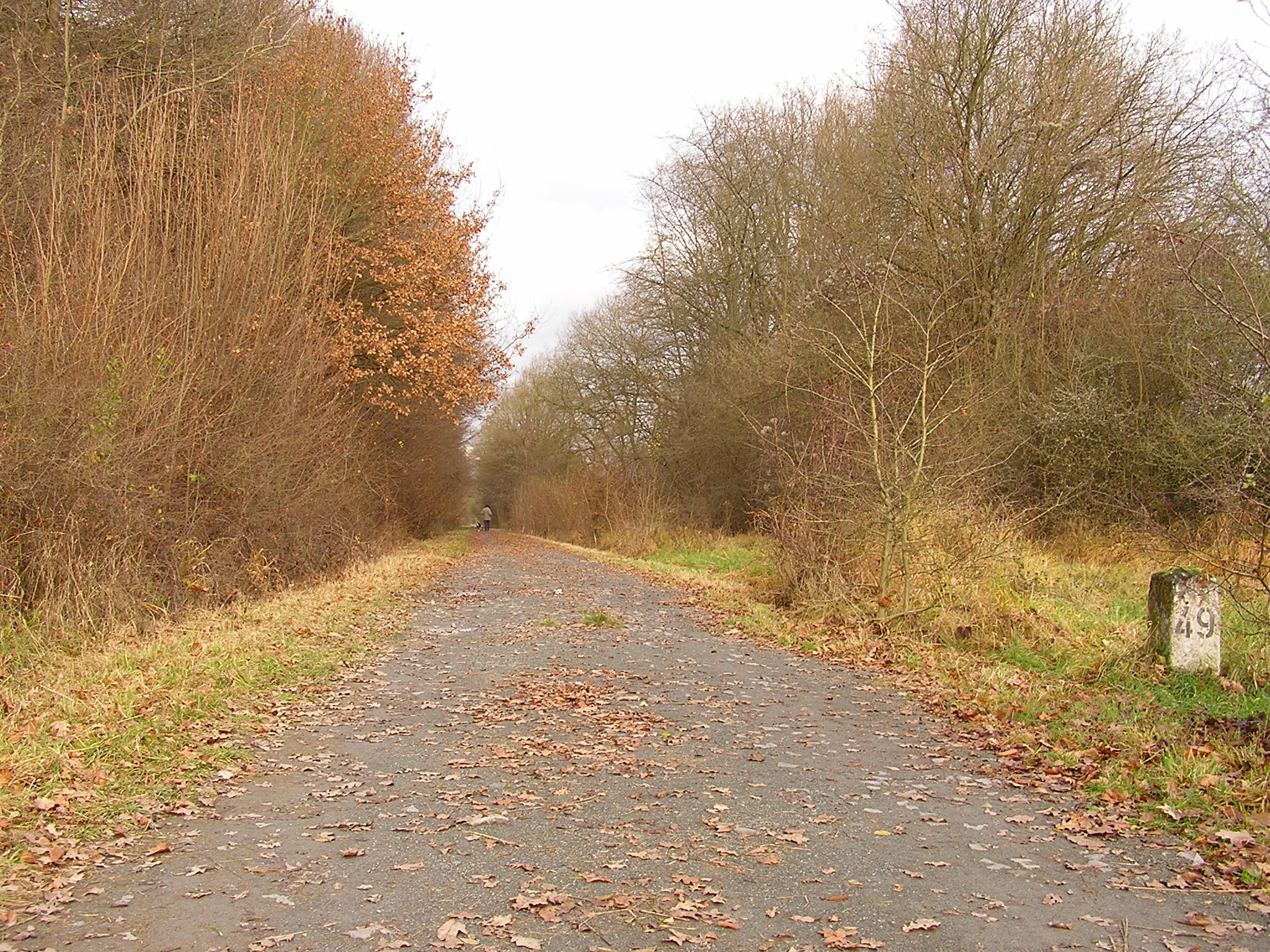
Stillgelegter Abschnitt beim Kilometer 49,0 in der Nähe von Braunfels

Auf dem Streckenabschnitt Grävenwiesbach–Albshausen ging das Verkehrsaufkommen hingegen in den 1970er und 1980er Jahren kontinuierlich zurück. Mit der Einstellung des Verkehrs am 28. Mai 1988 war dieser Abschnitt gänzlich stillgelegt. 1990 begann im Lahn-Dill-Kreis der Abbau der Strecke. Die Brücken über die dem Tal folgende Landesstraße 3053 wurden aufgrund der niedrigen Durchfahrtshöhe ausnahmslos abgebaut. Entlang des überwiegend noch sichtbaren Bahndammes finden sich wenige erhaltene Brücken sowie vereinzelt Reste der Bahn wie Hektometersteine. Die Empfangsgebäude der ehemaligen Bahnhöfe gelangten überwiegend in Privatbesitz und blieben gut erhalten, nur das von Burgsolms-Oberndorf wurde schon früh wegen Baufälligkeit abgerissen.

### Modernisierung im Hochtaunuskreis
1988 wurde mit dem Verkehrsverband Hochtaunus (VHT) ein Zweckverband von 13 Städten, Gemeinden und dem Hochtaunuskreis gegründet. Als um 1989 der verbleibenden Strecke von Grävenwiesbach nach Friedrichsdorf, welches inzwischen an die S-Bahn Rhein-Main angeschlossen war, die Stilllegung drohte, übernahm der VHT, dem der Hochtaunuskreis und sämtliche Gemeinden des Kreises angehören, den im Kreisgebiet liegenden Anteil in sein Eigentum. Dadurch entstand die neue Strecke 9374 Friedrichsdorf–Grävenwiesbach als Nichtbundeseigene Eisenbahn. Ab 1992 folgte eine umfangreiche Modernisierung der Signaltechnik und der Stationen in 18 Monaten. Zunächst wurden nur einzelne Bahnsteige der Stationen modernisiert. Dann folgte die Umstellung der Signaltechnik und der Bau der restlichen Bahnsteige. Die zu Haltepunkten zurückgebauten ehemaligen Bahnhöfe Saalburg und Neu-Anspach erhielten in diesem Zuge wieder ihre Ausweichgleise.
Am 26. September 1993 übernahm die Frankfurt-Königsteiner Eisenbahn AG (FKE, damals eine Tochter der HLB) die Betriebsführung im Auftrag des Zweckverbandes, außerdem wurde die Strecke an die FKE verpachtet. Zur selben Zeit nahm mit dem Zentralstellwerk Usingen (Uf) der Bauart El S (SIMIS B), damals eines der ersten Elektronischen Stellwerke bei Nichtbundeseigenen Eisenbahnen, den Betrieb auf.

### Reaktivierung bis Brandoberndorf
1996 kaufte der Lahn-Dill-Kreis den acht Kilometer langen Streckenabschnitt Grävenwiesbach–Brandoberndorf von der DB AG und brachte ihn in den Zweckverband VHT ein. Wegen des großen Erfolges der neuen Bedienungsart wurde am 15. November 1999 dieses Teilstück vom VHT und dem Verkehrsverbund Lahn-Dill (VLD) reaktiviert. Der Hasselborner Tunnel, der auf dem Teilstück durchfahren wird, befand sich noch in einem außergewöhnlich guten Zustand. Die Sicherheitseinrichtungen wurden auf den neuesten Stand gebracht und später noch einmal renoviert. Insgesamt wurden 17 Millionen DM in die Reaktivierung investiert. Dabei wurde der Haltepunkt Jägerhaus nicht wieder in Betrieb genommen und in Brandoberndorf ein neuer Haltepunkt eingerichtet, der etwas östlich des alten Bahnhofs liegt, welcher heute als Wohnhaus genutzt wird. Etwas verschwenkt wurde eine zweigleisige, als Ausweichanschlussstelle betriebene Abstellanlage errichtet.

### Weiterer Ausbau

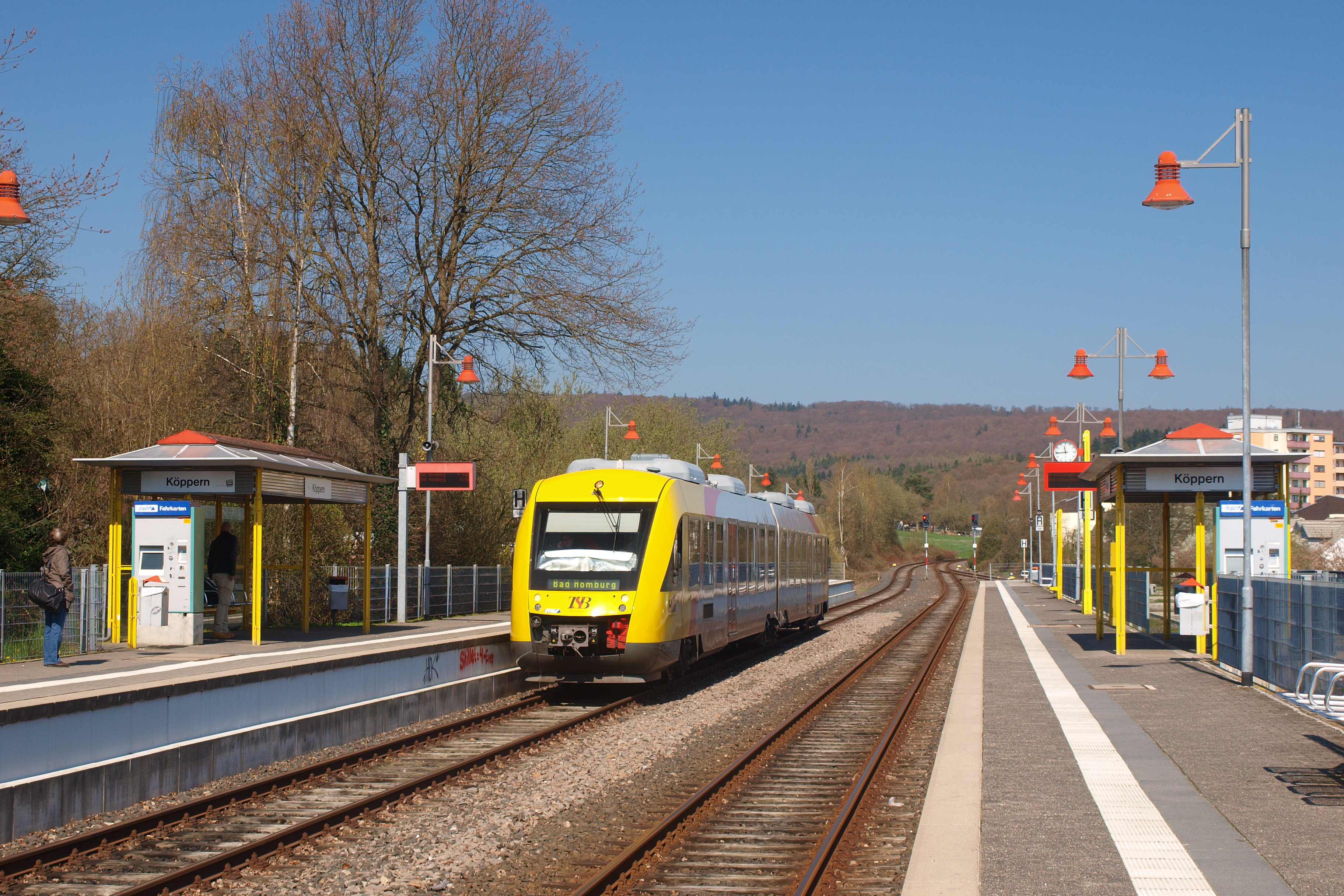
Bahnhof Köppern mit Hochbahnsteigen und Zugzielanzeigern, im restlichen Rhein-Main-Gebiet so nur im S-Bahn-Netz ausgebaut

Im März 2006 wurde die FKE mit weiteren HLB-Töchtern zur HLB Hessenbahn GmbH zusammengeschlossen, der Betrieb lief normal weiter.
Nach der Planung 2005 wurden im Herbst 2006 die Bahnsteige der Stationen von Köppern bis Usingen verlängert. Im November 2007 wurden entlang der gesamten Strecke Zugzielanzeiger installiert. Zum Fahrplanwechsel am 9. Dezember 2007 wurde das Steuerungssystem in das Stellwerk integriert, um die Abfahrtszeiten und eventuelle Verspätungen genau anzeigen zu können. Im Februar 2008 wurde der Regelbetrieb gestartet.
Für den dauerhaften Weiterbetrieb bis Brandoberndorf war die umfangreiche Sanierung des Hasselborner Tunnels erforderlich. Der genaue Aufwand sollte im Mai 2015 bekannt sein. Im November wurde bekannt, dass sich der Rhein-Main-Verkehrsverbund, der Hochtaunuskreis und der Lahn-Dill-Kreis über die Sanierung geeinigt hatten. Der RMV bestätigte, von den 10 Millionen Euro Kosten einen Anteil von 70 % zu übernehmen. Die Sanierung sei ferner nur möglich, nachdem die Gemeinde Waldsolms für den Ortsteil Hasselborn Ausgaben für eine alternative Trinkwassergewinnung (statt des Sickerwassers aus dem Tunnel) bewilligte. Die Arbeiten sollten vom Beginn der Sommerferien 2016 bis zum Ende der Herbstferien im Mehrschichtbetrieb rund um die Uhr erfolgen. Am 31. Oktober 2016 wurden die Arbeiten nach vier Monaten beendet und der Tunnel wieder für den Verkehr freigegeben. Bei diesen Arbeiten wurden 23 von 161 Blöcken (etwa 194 Meter) des Tunnels saniert, die restlichen Blöcke sollten in verschiedenen Baustufen bis 2021 saniert werden. Die Kosten für die aktuelle Baustufe belaufen sich auf 3,3 Millionen Euro, die gesamte Sanierung des Tunnels kostete Stand 2018 etwa 10 Millionen Euro.
Mit dem Beginn der Planung zur Elektrifizierung findet seit Mitte der 2010er Jahre eine schrittweise Vorbereitung zur späteren Übernahme ins Netz der S-Bahn Rhein-Main statt.
Im Jahr 2022 begann die rund 20 Millionen Euro teure Modernisierung der Leit- und Sicherungstechnik mit der Umstellung des 30 Jahre alten Zentralstellwerks in Usingen samt Außenanlagen auf die Bauart Scheidt & Bachmann ZSB 2000. Die Arbeiten wurden im Juni 2023 beendet.

### Planung zur Elektrifizierung
Erste Planungen manifestierten sich ab dem Jahr 2010 und sahen eine Elektrifizierung der Strecke bis Usingen und damit die Verlängerung der S-Bahn-Linie S5 vor. Für eine Elektrifizierung nur bis Usingen hätten zum damaligen Stand im Falle eines Betriebs der S5 durch DB Regio die vorhandenen Fahrzeuge der Baureihe 423 genügt – was keine zusätzlichen Kosten verursacht hätte –, während für einen elektrischen Betrieb bis Grävenwiesbach neue Fahrzeuge hätten beschafft werden müssen, was vor Beginn der letzten Ausschreibung hätte erfolgen müssen. Darum war die Elektrifizierung über Usingen hinaus anfangs nicht angedacht, kommunale Gremien und Parteien forderten jedoch die Elektrifizierung der Strecke über Usingen hinaus bis nach Grävenwiesbach und Brandoberndorf, um jenen Streckenteil sicher zu erhalten. Eine Umsetzung dieses Vorhabens war zu diesem Zeitpunkt allerdings nicht absehbar.
Am 18. Mai 2015 beschloss der Kreistag des Hochtaunuskreises einstimmig, den Verkehrsverband Hochtaunus mit der Elektrifizierung der Strecke bis zum Fahrplanwechsel im Dezember 2019 zu beauftragen. Dabei sollten in Verhandlungen mit dem Rhein-Main-Verkehrsverbund einige Punkte zur Bedienung der Strecke sichergestellt werden: Langfristige Absicherung des Abschnitts jenseits von Usingen (einschließlich dessen eventueller späterer Elektrifizierung), Beibehaltung der durchgehenden Züge von und nach Frankfurt, barrierefreier Umstieg in Usingen sowie abgestimmtes Betriebskonzept einschließlich Zubringerbuslinien. Mitte Februar wurde ein Kooperationsvertrag zwischen dem Verkehrsverband Hochtaunus und dem Rhein-Main-Verkehrsverbund abgeschlossen, nach dem der RMV zusicherte, die Hälfte der Planungskosten von vier Millionen Euro zu tragen. Das Planfeststellungsverfahren könne (nach damaliger Einschätzung) ab 2017 eingeleitet und mit den Bauarbeiten frühestens 2018 begonnen werden. Demnach konnte der ursprüngliche Termin für die Umstellung zum Fahrplanwechsel 2019 nicht eingehalten werden. Die Umstellung sollte frühestens zum Fahrplanwechsel im Dezember 2020 mit der Ausschreibung des Taunus-Netzes geschehen. Eine weitere Verzögerung ergab sich, da für die Elektrifizierung bis Grävenwiesbach, die ursprünglich unabhängig in einem zweiten Schritt angedacht war, noch eine zweite Kosten-Nutzen-Untersuchung (NKU) durchgeführt werden musste.
Ende Februar 2020 wurden die Unterlagen für das Planfeststellungsverfahren zur Elektrifizierung beim Regierungspräsidium Darmstadt eingereicht. Am 16. November 2020 wurden die Planungsunterlagen offengelegt und die Anhörung eingeleitet. Betroffene konnten bis zum 1. Februar 2021 Einwendungen erheben, wovon 220 Personen – hauptsächlich aus dem Bereich Wehrheim/Saalburgsiedlung – Gebrauch machten. Aufgrund der Auswertung der eingegangenen Einwendungen, der Stellungnahmen von Fachbehörden und den Trägern öffentlicher Belange entschied das Regierungspräsidium Darmstadt als Anhörungsbehörde, vom 13. Juli 2022 bis 15. Juli 2022 einen Erörterungstermin durchzuführen. Das Regierungspräsidium bringt anhand der Ergebnisse des Erörterungstermins und der Vervollständigung eventuell noch offener Unterlagen die Erörterung zum Abschluss. Maßnahmen der Planfeststellung sind der zwei Kilometer lange zweigleisige Ausbau zwischen Saalburg und Wehrheim, Ertüchtigung von vier Über- bzw. Unterführungen durch Neubau oder Absenkung des Gleisbetts, die Umgestaltung des Bahnhofs Usingen und Ausbau des Haltepunkts Hundstadt zum Bahnhof sowie Ausbau oder Schließung von insgesamt sechs Bahnübergängen. Bislang fanden bereits zwei Planänderungsverfahren statt. Im August 2024 wurde der Planfeststellungsbeschluss erlassen.
Im Januar und Februar 2023 fanden zur Vorbereitung der Elektrifizierung auf der Strecke zwischen Friedrichsdorf und Usingen Baum- und Pflanzenschnittarbeiten statt. Hierfür wurde die gesamte Strecke für mehrere Wochen gesperrt.

### Mögliche Reaktivierung Brandoberndorf–Albshausen
Eine Reaktivierung des Abschnitts Brandoberndorf–Albshausen wird von dem Fahrgastbeirat Lahn-Dill befürwortet; dadurch könnte wieder eine durchgängige Verbindung zwischen Lahn und Main durch den Hochtaunus hergestellt werden. Es wird sowohl durch den Hochtaunuskreis als auch durch den Lahn-Dill-Kreis eine Verlängerung von Brandoberndorf nach Kraftsolms in Erwägung gezogen. Am 1. Juni 2022 präsentierte die Verkehrsgesellschaft Lahn-Dill-Weil die Ergebnisse einer Studie unter anderem über die potenzielle Reaktivierung des Abschnitts von Brandoberndorf bis Albshausen. Das beauftragte Ingenieurbüro rät dabei von einer weiteren Machbarkeitsuntersuchung ab. Hohe Kosten von 2,5 Millionen Euro pro Kilometer Strecke und der nicht machbare Anschluss der Kernstadt Braunfels spielen hierbei eine wichtige Rolle. Zu den hohen Kosten tragen die Verfüllung des Burgsolmser Tunnels sowie der erfolgte Abriss fast aller Brücken nicht unerheblich bei. Die von der CDU-Kreistagsfraktion des Lahn-Dill-Kreises vorgeschlagene Verlängerung lediglich von Brandoberndorf nach Kraftsolms würde nur zur Einsparung von 50 Pkw-Fahrten pro Tag führen und wurde trotz des vergleichsweise geringen Aufwandes vom Ingenieurbüro ebenfalls nicht empfohlen. Im Februar 2023 sprach sich der Kreistag jedoch für die Durchführung einer Potenzialanalyse und einer Machbarkeitsstudie aus. Nach Angabe des Fahrgastbeirats habe der Rhein-Main-Verkehrsverbund Stand Oktober 2023 eine Machbarkeitsstudie zur Reaktivierung der Strecke zwischen Brandoberndorf und Albshausen bei DB Engineering & Consulting in Auftrag gegeben, deren Bearbeitungszeit etwa 12 Monate betrage.

## Streckenbeschreibung

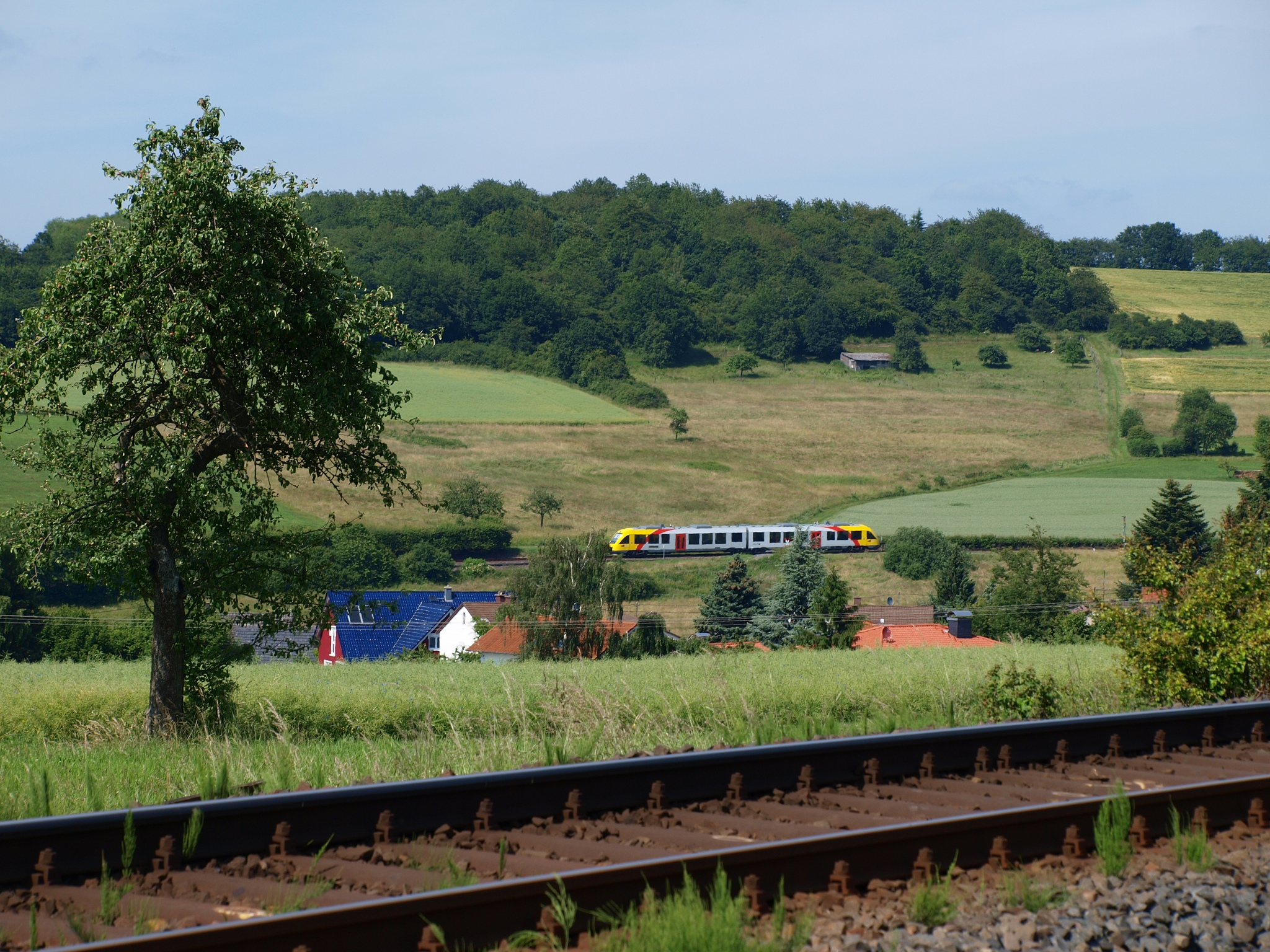
Die Trassierung im Mittelgebirge erforderte eine bogenreiche Streckenführung, so hier bei Hundstadt

### Verlauf
Die Strecke beginnt im Bahnhof Friedrichsdorf (Taunus). Hier beginnt eine moderate Steigung. Die Trasse führt an Köppern vorbei. Durch das Köpperner Tal – dem Erlenbach folgend – quert die Bahnstrecke den Taunushauptkamm und kreuzt beim Bahnhof Saalburg den Limes. Hinter dem Bahnhof Wehrheim beginnt eine Steigungsstrecke. Hinter der Anhöhe am Hof Löwenheck wird nach dem Passieren der alten Ziegelei in einem Bogen Neu-Anspach angebunden. Nach längerer Fahrt durch freie Felder folgt Usingen. Dort beginnt das Teilstück mit der stärksten Neigung mit bis zu 21,47 Promille, deren Ende der Bahnhof Wilhelmsdorf darstellt. Nach einer weiteren geringen Steigung erreicht die Strecke am Waldrand ihren Scheitelpunkt. Ab dort geht es bis nach Grävenwiesbach, wo einige Züge abgestellt werden können, über eine Schleife bei Hundstadt wieder abwärts. Im weiteren Verlauf passiert die weiter ansteigende Strecke die ehemalige Holzverladestelle Jägerhaus sowie direkt danach den Hasselborner Tunnel, kurz vor dessen Ende die Grenze zwischen Hochtaunuskreis und Lahn-Dill-Kreis liegt. Nach dem Tunnel liegt Hasselborn. Dahinter fällt die Strecke weiter ab, bis schließlich Brandoberndorf, das zu Waldsolms gehört, erreicht wird. Anschließend folgte die Strecke dem Tal des Solmsbachs und wechselte dabei mehrmals die Talseite. Die Strecke erreichte die Lahntalbahn zwischen dem Burgsolmser Tunnel und dem Bahnhof Albshausen, verlief aber mit ihr knapp einen Kilometer ohne Weichenverbindung bis zum Bahnhof parallel.

### Betriebsstellen

#### Friedrichsdorf (Taunus)
Im Bahnhof Friedrichsdorf (Taunus) (Lage) zweigt die Strecke nach Albshausen von den Strecken Frankfurt–Friedrichsdorf und Friedrichsdorf–Friedberg ab. Im Norden des Bahnhofs liegen die Eisenbahninfrastrukturgrenze zwischen DB InfraGO und dem Verkehrsverband Hochtaunus sowie die ehemaligen Gleisanschlüsse der Rühl Chemie und bis 2002 der Tettauer Glashüttenwerke.

#### Köppern
Der Bahnhof Köppern (Lage) ist ein Kreuzungsbahnhof, der neben den Bahnsteiggleisen ein kurzes Ladegleis besitzt.

#### Saalburg (Taunus)
Der Bahnhof Saalburg (Lage) wurde bis 1993 als Saalburg (Taunus), von 1993 bis 2008 als Saalburg/Lochmühle bezeichnet. Bis 1996 lag dort der Anschluss des Taunus-Quarzit-Werks.

#### Wehrheim

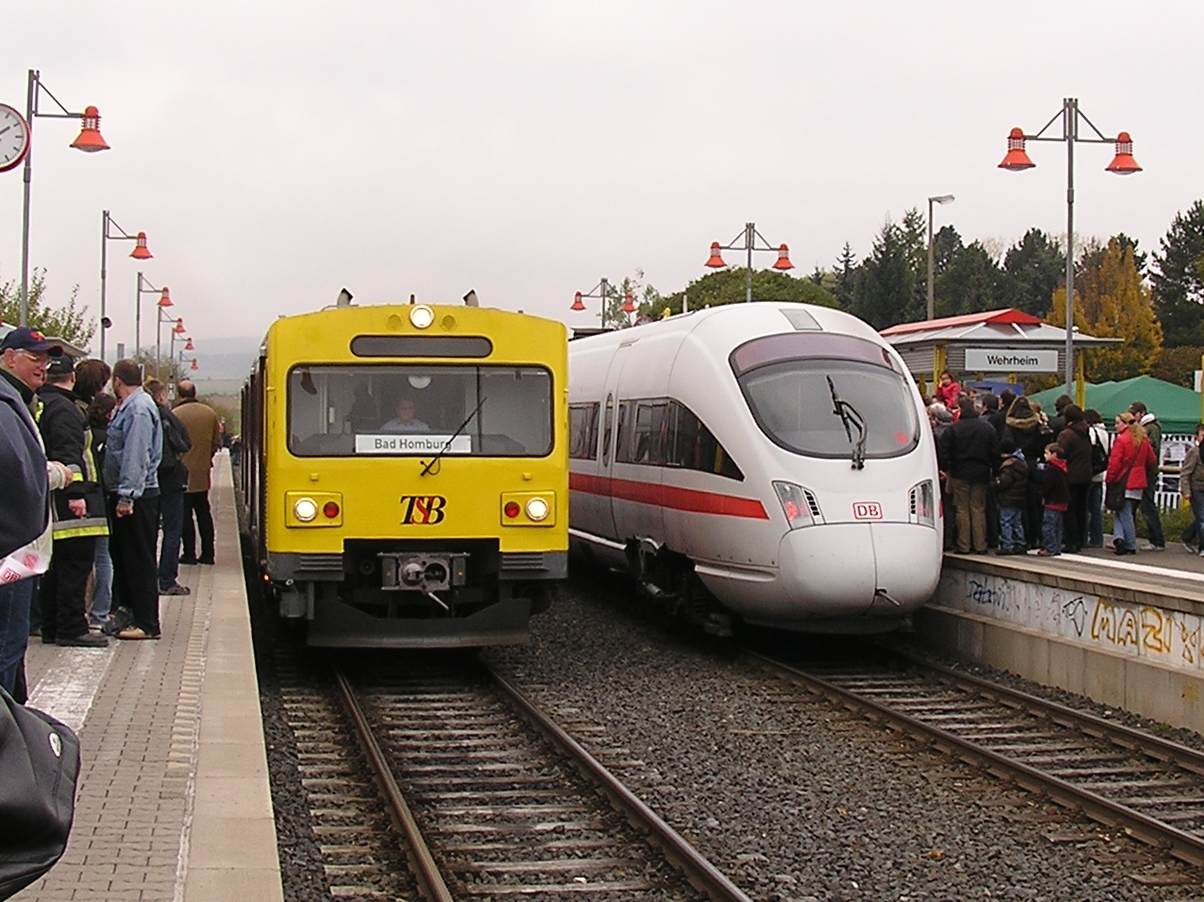
605 010 bei seiner Taufe im Bahnhof Wehrheim

Der Bahnhof Wehrheim (Lage) besitzt ein Ladegleis. Am 27. September 2007 wurde in Wehrheim der ICE-TD-Triebzug 5510 auf den Namen Wehrheim (Taunus) getauft.

#### Neu-Anspach
Der Bahnhof Neu-Anspach (Lage), ehemals Anspach (Taunus), wurde vor der Modernisierung der Strecke zum Haltepunkt zurückgebaut und 1992 wieder mit Weichen ausgestattet. Bei Neu-Anspach bestand einst ein Anschlussgleis der Ziegelei.

#### Hausen (Taunus)
Hausen (Lage), ehemals Hausen (Taunus), ist ein Haltepunkt.

#### Usingen
Im Bahnhof Usingen (Lage) befindet sich das Zentralstellwerk. Hier können auch Züge abgestellt, verstärkt, geschwächt und betankt werden. Hier gab es eine Ladestelle der 4 km langen schmalspurigen Industriebahn zum Geyseritwerk (heute Bremthaler Quarzitwerk) und ein Anschlussgleis der Raiffeisen.

#### Wilhelmsdorf
Im Bahnhof Wilhelmsdorf (Lage) zweigte eine Schmalspurbahn zum Militärflugplatz Merzhausen (heute Erdfunkstelle Usingen) und der Anschluss des Bundespolizei-Lagers ab.

#### Hundstadt
Hundstadt (Lage) ist ein Haltepunkt.

#### Grävenwiesbach
Der Bahnhof Grävenwiesbach (Lage) war ein Trennungsbahnhof, in dem die Weiltalbahn von Weilburg in die Strecke mündete. Hier bestehen Abstellgleise für einige Züge.

#### Jägerhaus (Taunus)
Die Haltestelle Jägerhaus (Taunus) (Lage) wurde von 1913 bis 1985 als Holzverladestelle im Güterverkehr und von 1954 bis 1981 im Personenverkehr genutzt.

#### Hasselborn
Der Haltepunkt Hasselborn (Lage) wurde 1999 etwa 100 m südlich des bis 1985 bestehenden Bahnhofs näher am Ort eröffnet.

#### Brandoberndorf

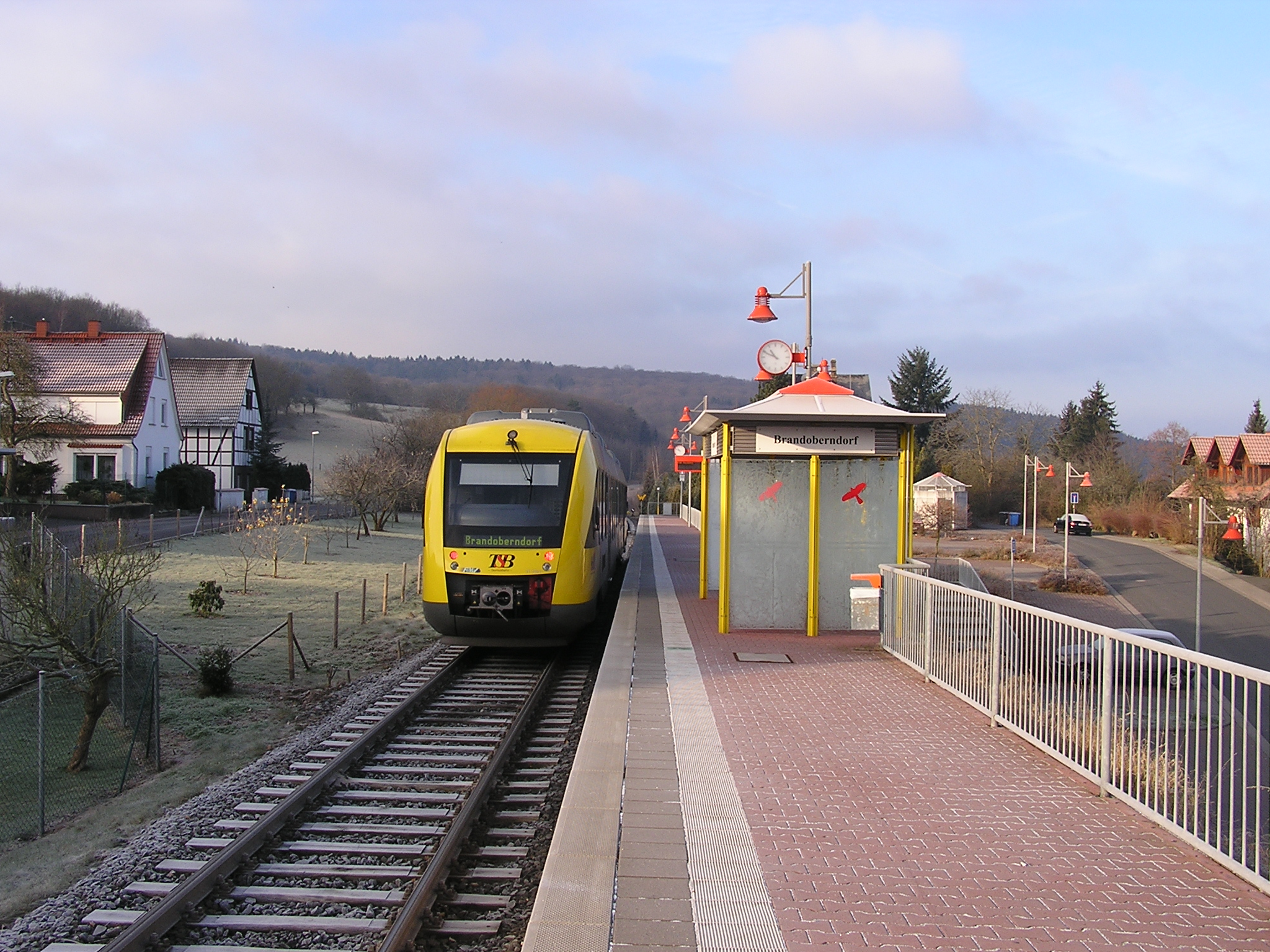
LINT in Brandoberndorf, im Hintergrund der frühere Bahnhof

Der Haltepunkt Brandoberndorf (Lage) befindet sich südwestlich des Orts Brandoberndorf. Er wurde als Bahnhof mit einem 1908 errichteten, ungewöhnlich großen und ausgefallenen Empfangsgebäude in Betrieb genommen und umfasste neben dem durchgehenden Hauptgleis ein Ausweichgleis und ein Ladegleis. Das Empfangsgebäude kam im Privatbesitz. Zur Reaktivierung 1999 wurde an Stelle des ehemaligen Bahnhofs betrieblich eine Ausweichanschlussstelle mit zwei Abstellgleisen und unmittelbar östlich davon der Haltepunkt mit einem Bahnsteig errichtet. Im Rahmen der Stellwerksmodernisierung 2023 wurden diese unter Beibehaltung der Gleisanlagen wieder zu einem Bahnhof im betrieblichen Sinne zusammengefasst.

#### Kraftsolms
Der Bahnhof Kraftsolms (Lage) wurde in den 1980er Jahren zum Haltepunkt zurückgebaut.

#### Neukirchen
Der Bahnhof Neukirchen (Lage) hatte ein Ladegleis mit Kopf- und Seitenrampe.

#### Bonbaden
Der Bahnhof Bonbaden (Lage) wurden in den 1960er Jahren zum Haltepunkt zurückgebaut.

#### Braunfels-Oberndorf
Der Bahnhof Braunfels-Oberndorf (Lage) verfügte über ein ungewöhnlich großes und ausgefallenes Empfangsgebäude, was auf seine Anbindung von Schloss Braunfels zurückzuführen ist.

#### Burgsolms-Oberndorf
Burgsolms-Oberndorf (Lage) war ursprünglich ein Haltepunkt.

#### Albshausen
Der Bahnhof Albshausen (Lage) war der Trennungsbahnhof, in dem die Strecke von Friedrichsdorf in die Lahntalbahn Koblenz–Wetzlar mündete.

### Stellwerke und Sicherungstechnik
Die Bahnhöfe Köppern, Saalburg, Wehrheim, Neu-Anspach, Usingen und Wilhelmsdorf haben heute zwei beidseitig mit Ausfahrsignalen gesicherte Bahnsteiggleise und die Möglichkeit zur Zugkreuzung, Grävenwiesbach über drei. Dadurch resultiert auch die hohe Kapazität der Strecke. Auf dem Abschnitt zwischen Grävenwiesbach und Brandoberndorf besteht keine Kreuzungsmöglichkeit. Dieser wird im Signalisierten Zugleitbetrieb betrieben.

### Kunstbauwerke

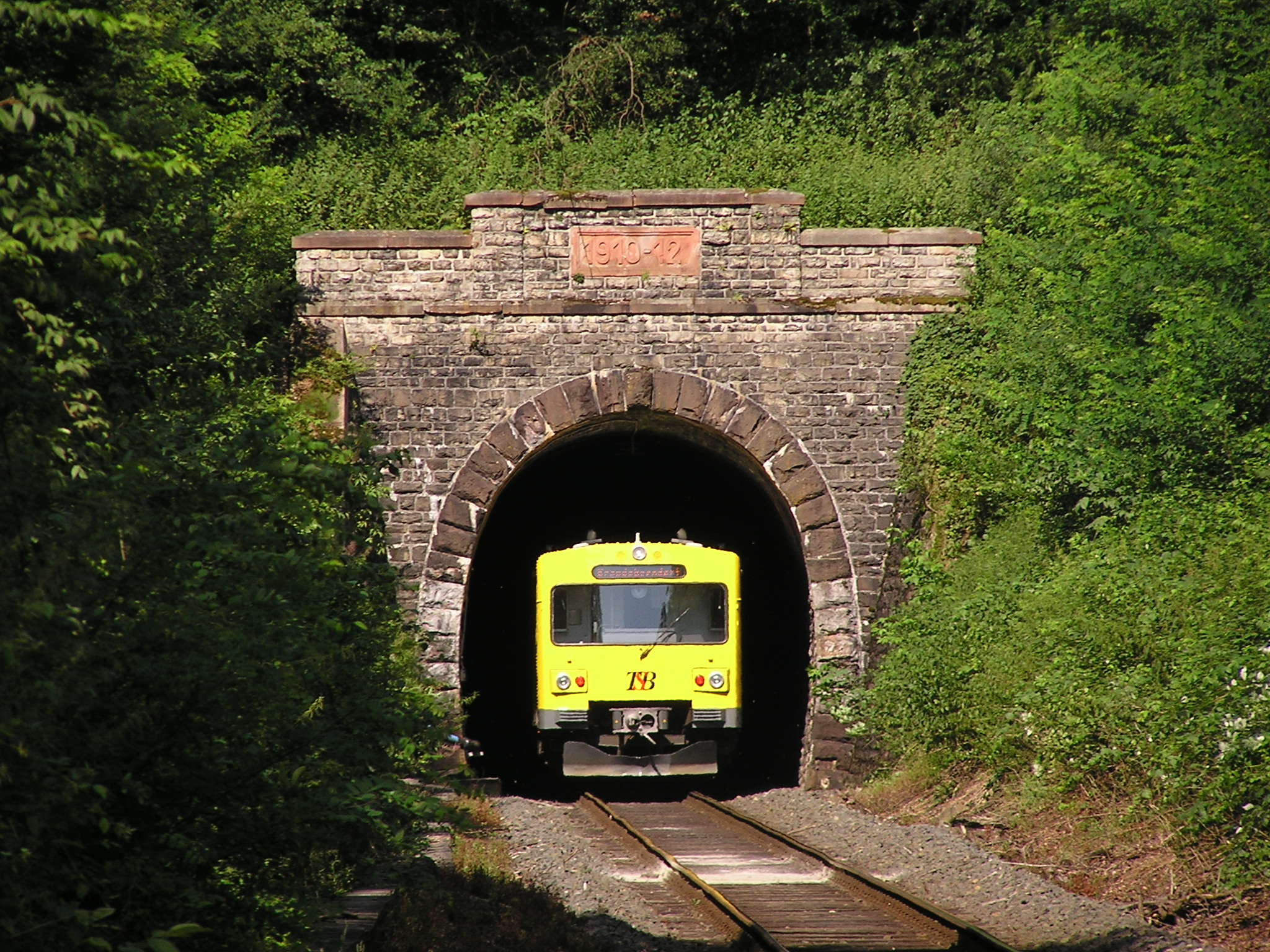
Hasselborner Tunnel (1.300 m)

Der Abschnitt Grävenwiesbach–Albshausen erforderte auf Grund des schwierigen Terrains mehrere Ingenieurbauwerke, darunter zwei Tunnel.

#### Hasselborner Tunnel
Der Hasselborner Tunnel ist 1310 m lang verläuft in leichtem Gefälle Richtung Brandoberndorf in einer Geraden. Im Zweiten Weltkrieg war er zur sicheren Abstellung des Führersonderzuges während Adolf Hitlers Aufenthalte im nahen Führerhauptquartier Adlerhorst vorgesehen. Aufgrund der zunehmenden Luftangriffe auf Frankfurt am Main um 1941 verlagerten die VDM-Kupferwerke Heddernheim Teile der Kriegsproduktion hierher und beschäftigten dafür auch einige Zwangsarbeiter, worauf eine Gedenktafel nahe dem Südportal hinweist.

#### Burgsolmser Tunnel
Der 100 m lange Burgsolmser Tunnel war ein Sporntunnel mit Einschnitten an beiden Portalen. Er war nötig, um die Strecke direkt Richtung Wetzlar an die Lahntalbahn anzuschließen und so ein Kopfmachen gegenüber einer Anbindung im Bahnhof Burgsolms bei Fahrten nach Wetzlar zu vermeiden. Der Tunnel wurde nach der Stilllegung verfüllt.

## Fahrzeugeinsatz

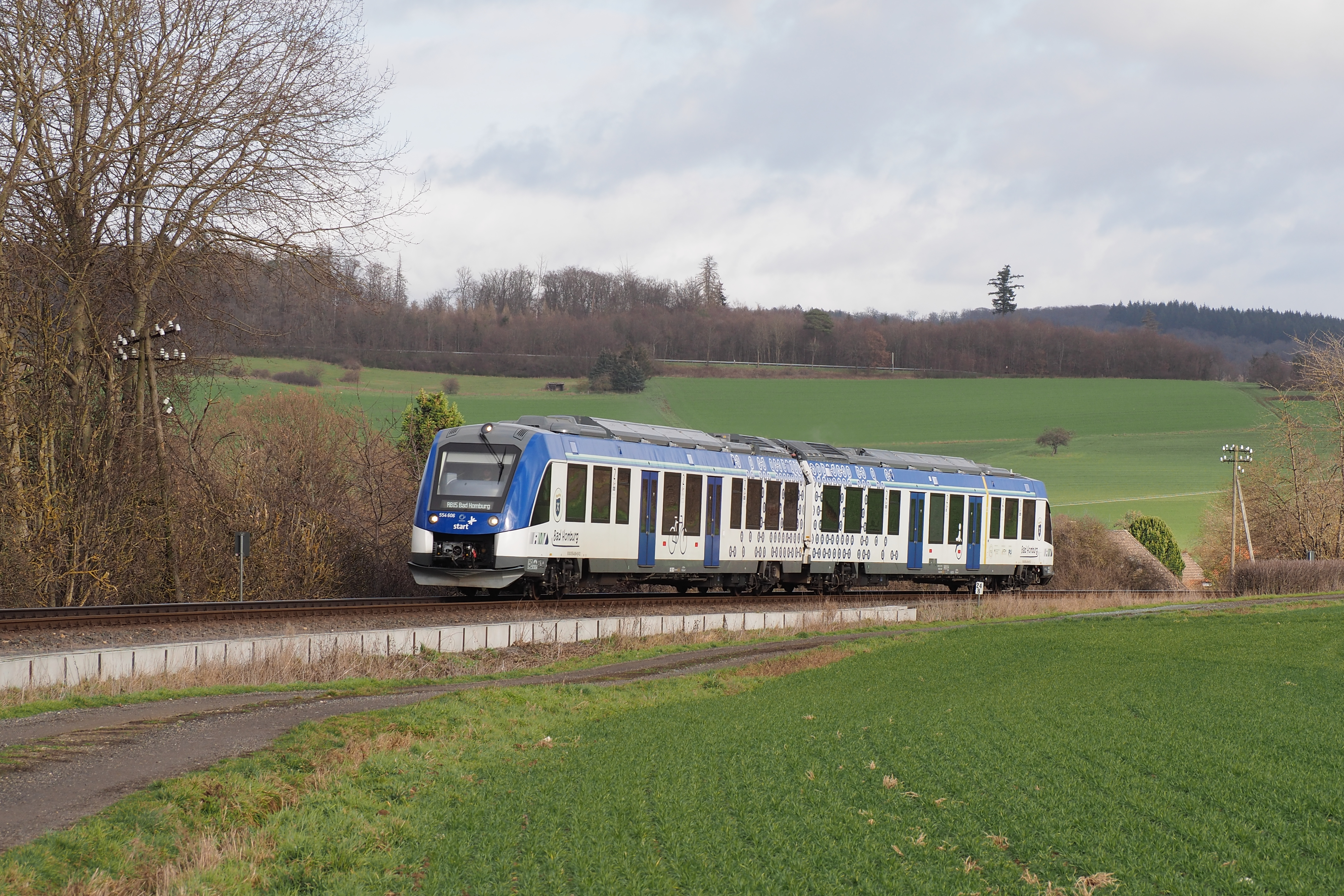
Wasserstoffzug iLINT bei Hundstadt

Nach der Ära der Dampflokomotiven wurde die Strecke vor allem mit Diesellokomotiven der Baureihen V 100 oder V 160 und n-Wagen befahren, später auch mit Uerdinger Schienenbussen der Baureihen VT 95 und VT 98.
Am 27. September 1992 erfolgte die Umstellung auf die zwölf neuen vom VHT beschafften Triebwagen des Typs VT/VS 2E sowie acht Bestandsfahrzeuge der FKE. Ab Mitte der 1990er Jahre wurden drei Triebwagen der Baureihe 628 (VT 51, 71 und 72 – davon letztere beide aufgrund der Streckentopografie mit doppelter Maschinenanlage) eingesetzt.
Aufgrund der steigenden Fahrgastzahlen wurden durch die Fahrzeugmanagement Region Frankfurt RheinMain zehn neue LINT 41 beschafft und der HLB zur Verfügung gestellt, als Novum zu dieser Zeit mit Dieselrußpartikelfilter. Sie lösten die Fahrzeuge der Baureihe 628 ab. Die VT/VS 2E wiederum erhielten ein Redesign mit neuer Inneneinrichtung, Fahrgastinformation und einheitlicher Lackierung. Bahnsteigverlängerungen ermöglichten ab Herbst 2006 zwischen Friedrichsdorf und Usingen Mehrfachtraktion von vier VT 2E-Triebwagen oder drei LINT 41.
Anfang November 2014 wurde bekanntgegeben, dass sich der Rhein-Main-Verkehrsverbund und Alstom darauf einigten, ab frühestens 2018 neue Triebwagen mit Brennstoffzellen-Antrieb (iLINT) auf den Linien des Taunus-Netzes (11, 12, 15 und 16) einzusetzen. Im April 2018 wurde festgelegt, dass die Züge voraussichtlich ab Fahrplanjahr 2023 eingesetzt werden.
Seit dem Fahrplanwechsel im Dezember 2022 kommen neue Alstom Coradia iLINT 54 mit Brennstoffzelle zum Einsatz, die von der Fahrzeugmanagement Region Frankfurt RheinMain GmbH (Fahma) angeschafft und der Regionalverkehre Start Deutschland GmbH als Betreiber zur Verfügung gestellt wurden. Sie lösen die bis zu 35 Jahre alten speziell für die Strecke und die Königsteiner Bahn angeschafften VT/VS 2E sowie die 2006 ebenfalls von der fahma angeschafften LINT 41 ab. Aufgrund von Lieferverzögerungen kamen auf der RB 15 neben den ersten iLINT 54 zunächst leihweise Dieseltriebwagen der Baureihe 644 (Talent) aus NRW zum Einsatz, außerdem wurde unabhängig von der Sperrung zu Jahresbeginn 2023 ein paralleler Schienenersatzverkehr eingerichtet. Die bei Alstom für den Betreiber RMV bestellten 27 Wasserstofftriebwagen sollen auf den Linien 11, 12, 15 und 16 des RMV eingesetzt werden. Die Auslieferung der Fahrzeuge erfolgte sukzessive bis Ende 2023.

## Verkehr

### Personenverkehr

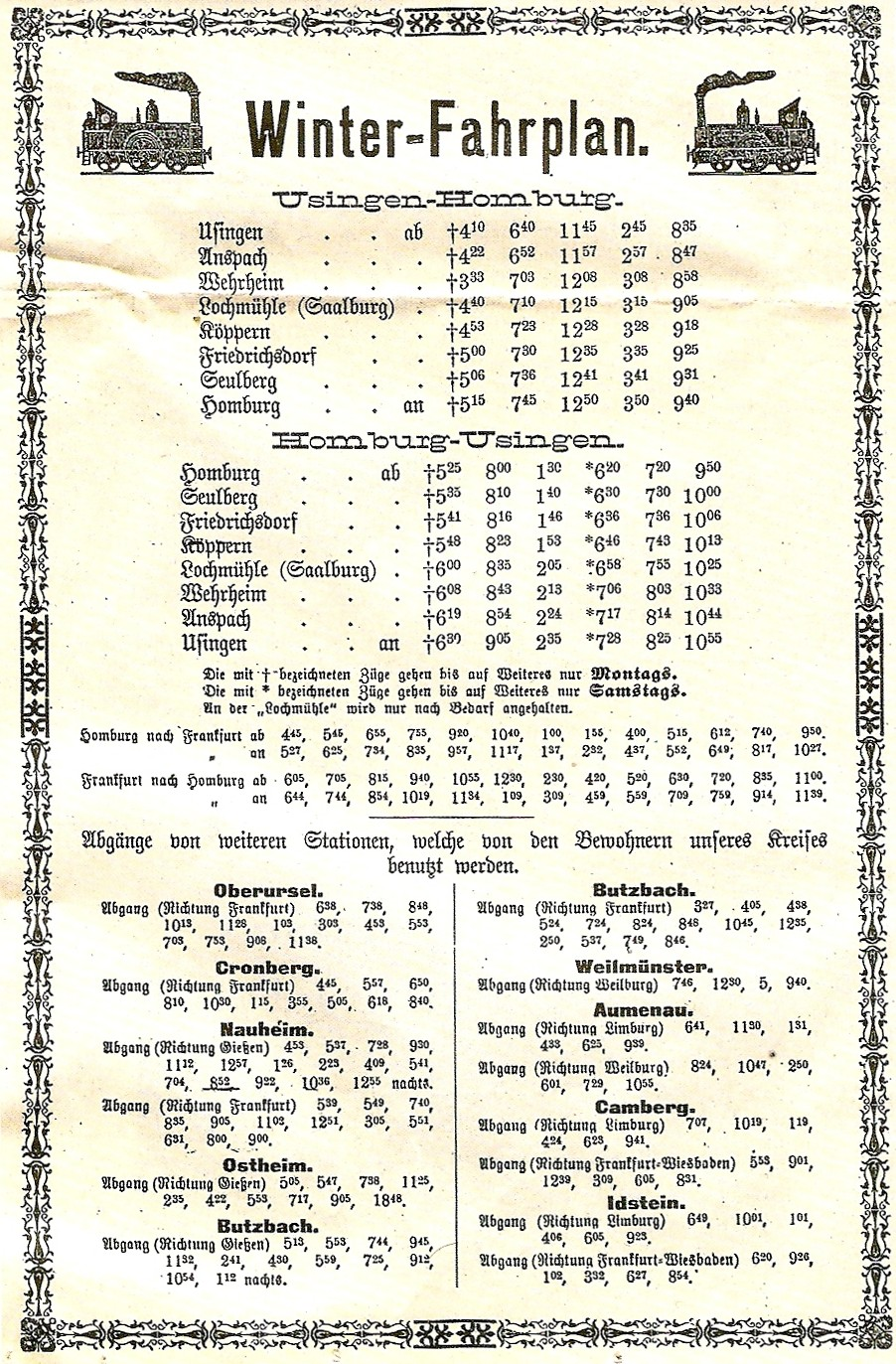
Fahrplan Usingen–Homburg 1895

Die Züge fuhren nach der Ära der Dampflokomotiven meist durchgehend von Frankfurt bis Wetzlar, einige weiter nach Gießen.
Im Mai 1975 schränkte die Deutsche Bundesbahn den Fahrplan zwischen Grävenwiesbach und Albshausen stark ein. So wurde wie auf vielen anderen Strecken der Wochenendverkehr gestrichen. Gleichzeitig wurde ein Schienenersatzverkehr mit Bahnbussen eingerichtet. Zum Fahrplanwechsel am 31. Mai 1985 wurde der Personenverkehr zwischen Grävenwiesbach und Albshausen ganz eingestellt.
Ab dem 27. September 1992 wurden in Absprache mit dem Frankfurter Verkehrsverbund durchgehende Fahrscheine in das Verbundgebiet ausgegeben. Die Deutsche Bundesbahn führte den Betrieb im alten Fahrplan weiter.
Die Züge fuhren ab dem Winterfahrplan 1993 alle über Friedrichsdorf hinaus bis in die Kreisstadt Bad Homburg, einige im Berufsverkehr auch nach Frankfurt Hauptbahnhof. Damit war die Linie T des FVV eingeführt und wurde als eine von nur drei Vorortlinien mit in den Schnellbahnplan aufgenommen. Der bis dahin parallel laufende Busverkehr wurde in einen Zubringerverkehr umgewandelt. Prognosen erwarteten einen Zuwachs von 1500 (1989) auf 4000 Fahrgäste pro Tag.
Die Linie T ging am 26. Mai 1995 in den neu gegründeten Rhein-Main-Verkehrsverbund (RMV) über und erhielt unter diesem die neue Liniennummer RB 15, die im 30-Minuten-Takt verkehrte. Damals wurden bereits 7000 Fahrgäste pro Tag gezählt.
Der Abschnitt zwischen Grävenwiesbach und Brandoberndorf wurde ab dem 15. November 1999 durch die Einrichtung eines Pendelverkehrs wieder eröffnet. Nachdem die Signaltechnik angepasst worden war, fuhren die Züge ab dem 28. Mai 2000 durchgehend nach Bad Homburg vor der Höhe und Frankfurt am Main. Die erwartete Zahl von 300 Reisenden auf diesem Teilstück täglich wurde alsbald überschritten. In Brandoberndorf stellen zwei Omnibuslinien den Anschluss nach Braunfels und Wetzlar her.
Als zum Fahrplanwechsel 2006/2007 im Dezember 2006 aufgrund der Kürzungen der Mittel für den öffentlichen Personennahverkehr auf vielen Strecken Fahrten gestrichen wurden, war die Taunusbahn die einzige Linie im RMV, bei der Fahrten hinzukamen. Die Fahrgastzahlen waren 2005 auf 9.300 und 2012 auf 11.000 gestiegen.
Die Linie RB 15 ist eine von drei Vorort-Eisenbahn-Linien im Nordwesten Frankfurts, die bis 2022 von der Hessischen Landesbahn GmbH (HLB) durch ihre Tochter HLB Hessenbahn GmbH betrieben werden. Auf der Strecke wird eine Leistung von 975.000 Zugkilometern pro Jahr erbracht.
Die Linie RB 15 verkehrt montags bis freitags halbstündlich; etwa jeder zweite Zug endet in Grävenwiesbach, während Brandoberndorf etwa stündlich angefahren wird. Am Samstag besteht ebenfalls ein 30-Minuten-Takt zwischen Bad Homburg und Grävenwiesbach bis etwa 18:00 Uhr; anschließend verkehrt die RB 15 wie auch sonntags auf der gesamten Strecke stündlich. Der Fahrplan ist so konzipiert, dass Züge, die in Bad Homburg enden, immer Anschluss an die Linie S5 der S-Bahn Rhein-Main von und nach Frankfurt haben. Zusätzlich werden montags bis freitags in den Hauptverkehrszeiten je fünf zusätzliche Zugpaare eingesetzt, die von/nach Frankfurt (Main) Hauptbahnhof verkehren. Sie fahren von den Regionalbahnsteigen auf der Nordseite des Hauptbahnhofs ab und gelangen über die Rebstockkurve der ehemaligen Bäderbahn zum Bahnhof Rödelheim. Ab dort folgen sie dem Verlauf der Bahnstrecke Frankfurt–Friedrichsdorf mit Zwischenhalten nur in Oberursel, Bad Homburg und teilweise Seulberg. Wegen der eingleisigen Strecke kommt, insbesondere während der Hauptverkehrszeiten mit kurzem 15-Minuten-Takt, der Pünktlichkeit der Züge große Bedeutung zu.
Die abseits der Schiene liegenden Gemeinden und Ortsteile werden im Auftrag des Verkehrsverbandes Hochtaunus (VHT) durch Omnibuslinien an die Strecke angeschlossen. Dem Verlauf der ehemaligen Weiltalbahn folgend verkehrt von Grävenwiesbach die Expressbuslinie 89 nach Weilburg über Weilmünster. Ebenfalls bestehen in Brandoberndorf Umsteigemöglichkeiten zu Buslinien nach Wetzlar und Braunfels.
Im März 2022 gab der Rhein-Main-Verkehrsverbund bekannt, dass die Regionalverkehre Start Deutschland GmbH ab Dezember 2022 den Betrieb im Taunus-Netz mit den bereitgestellten Wasserstofftriebwagen übernehmen soll.

### Güterverkehr
Der Güterverkehr zwischen Grävenwiesbach und Albshausen wurde am 28. Mai 1988 eingestellt.
Der verbliebene Güterverkehr war 1994 durch die FKE von der DB AG übernommen worden. Die Bedienung erfolgte anfangs durch eine Lokomotive der Butzbach-Licher Eisenbahn (BLE), später wieder durch die DB. Er wurde immer spärlicher und mit der Aufgabe der Gütertarifpunkte zum 5. November 2000 eingestellt, einzelne Leistungen bei Bedarf sind die Ausnahme.